# Mönsterås kommun
Mönsterås kommun är en kommun i Kalmar län belägen i östra Småland intill Kalmarsund. Centralort är Mönsterås.
Kommunens yta är till största del klädd med skogsmark. Norra delen genomkorsas av Emån och längs kusten finns en skärgård bestående av fler än 300 öar. Majoriteten av kommunens arbetstillfällen finns i centralorten och Blomstermåla. Det lokala näringslivet dominerades i början av 2020-talet av tillverkningsindustri och servicenäringar. Sedan kommunen bildades har invånarantalet legat stadigt kring 13 000 personer. 
Fram till början av 1990-talet var Socialdemokraterna det största partiet i kommunfullmäktige, men därefter har Centerpartiet varit största partiet fram till valet 2022 då Socialdemokraterna återigen blev största partiet. Mandatperioden 2022–2026 styrs kommunen av Alliansen.

## Administrativ historik
Kommunens område motsvarar socknarna: Fliseryd, Mönsterås och Ålem. I dessa socknar bildades vid kommunreformen 1862 landskommuner med motsvarande namn. Samtidigt bildades köpingskommunen Mönsterås köping
Pataholms municipalköping inrättades 1924 och upplöstes vid årsskiftet 1953/1954.
Vid kommunreformen 1952 införlivades Mönsterås landskommun i köpingen medan övriga indelningar kvarstod.
Mönsterås kommun bildades vid kommunreformen 1971 genom ombildning av Mönsterås köping. 1974 införlivades Fliseryd och Ålems kommuner.
Kommunen ingick från bildandet till 2005  i Oskarshamns domsaga och kommunen ingår sedan 2005 i Kalmar domsaga.

## Geografi
Vägarna i Mönsterås kommun växte fram längs rullstensåsarna som går från inlandet ut mot Östersjön. Ålem och Blomstermåla ligger på Högsbyåsen medan Mönsterås ligger på och omkring Mönsteråsåsen. Även Emån och Alsterån som rinner genom kommunen var viktiga ingredienser för att bebyggelse skulle uppstå i de här trakterna. Inom kommunen finns 300 öar större än 0,5 tunnland och därtill kommer långt fler kobbar och skär.

### Topografi och hydrografi
Majoriteten av kommunens yta utgörs av morän klädd med barrskog. Den yta som används för odling finns primärt kring centralorten. I norra delen av kommunen finns variationsrika våtmarker kring Emån. Öarna i kommunens skärgård har i norr en berggrund av urberg och är till stor del täckt med flack hällmark. Öarna i den södra delen av skärgården har istället en berggrund av sandsten som är täckt med morän och delvis bevuxen med ädellövskog.
Kuststräckan i Mönsterås kommun uppgår till drygt 150 kilometer.
Nedan presenteras andelen av den totala ytan 2020 i kommunen jämfört med riket.
|  | Bebyggelse (4,5 %) |

|  | Skog (72,9 %) |

|  | Öppen myrmark (1,2 %) |

|  | Jordbruksmark (13,3 %) |

|  | Övrig mark (8,1 %) |

|  | Bebyggelse (3,1 %) |

|  | Skog (68,0 %) |

|  | Öppen myrmark (7,2 %) |

|  | Jordbruksmark (7,4 %) |

|  | Övrig mark (14,3 %) |

### Naturskydd
År 2023 fanns fem naturreservat i Mönsterås kommun. Av dessa finns två naturreservat på öar i Östersjön. Reservatet Lövö inkluderar ön med samma namn liksom närliggande skär. Reservatet bildades 1973 och inkluderar grova ekar, björkar och ett stort antal grova, hamlade lindar. Hamlingen är en tradition som fortfarande hålls vid liv både för behålla traditionen men också för att bibehålla landskapsbilden. Vållö är ett naturreservat som bildades 1973 och utökades 2020. Reservatet inkluderar huvudön Husön samt  ett 80-tal öar, holmar och skär. Det beskrivs av Länsstyrelsen i Kalmar län som "ett stycke unik moränskärgård vid smålandskusten".

### Administrativ indelning
Fram till 2016 var kommunen för befolkningsrapportering indelad i tre församlingar: Fliseryds församling, Mönsterås församling och Ålems församling.

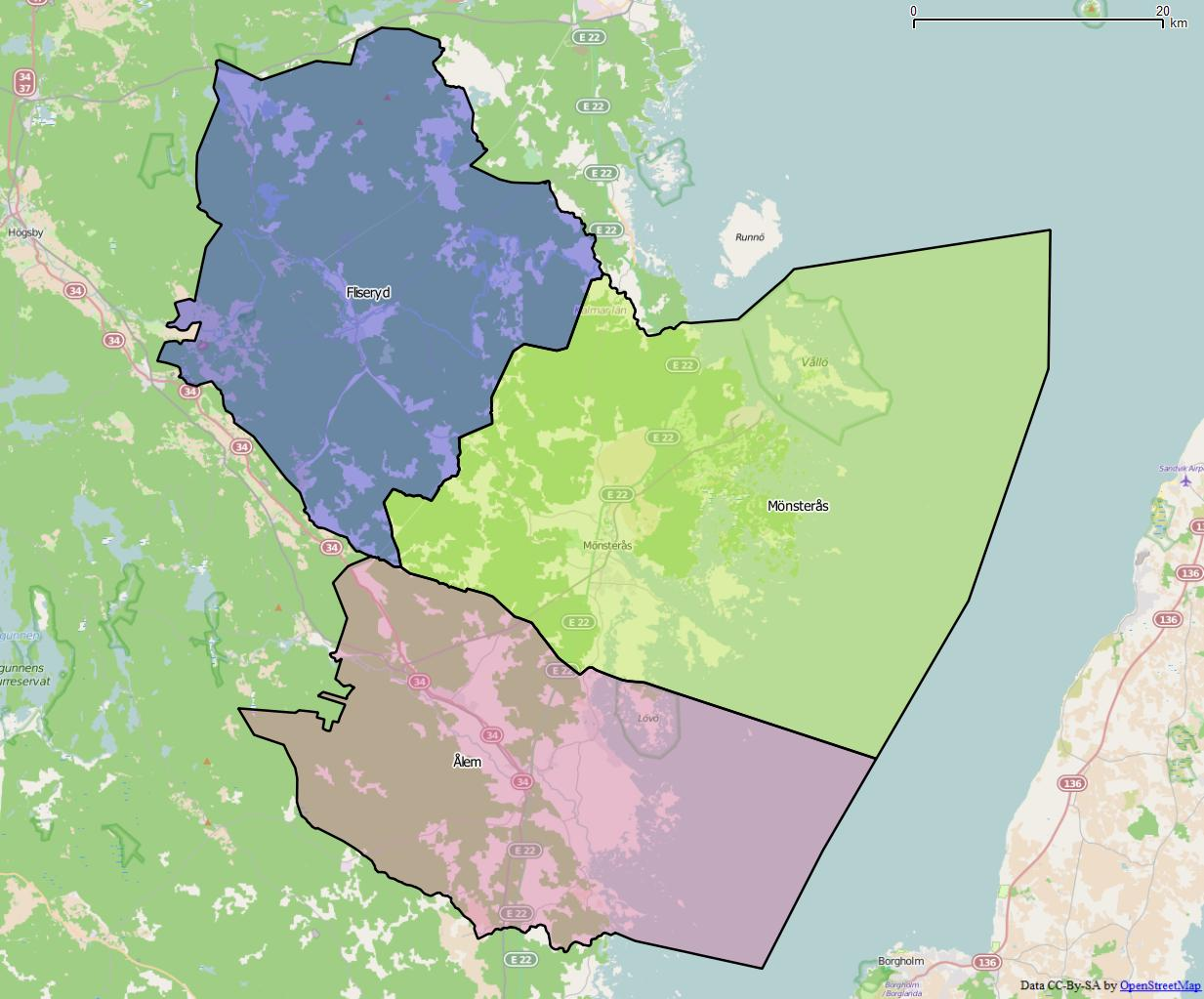
Distrikt (socknar) inom Mönsterås kommun

Från 2016 indelas kommunen i följande distrikt, vilka motsvarar de tidigare socknarna: Fliseryd, Mönsterås och Ålem.

### Tätorter
Vid tätortsavgränsningen av Statistiska centralbyrån den 31 december 2015 fanns det sex tätorter i Mönsterås kommun.
| Nr | Tätort       | Folkmängd |
| -- | ------------ | --------- |
| 1  | Mönsterås    | 4 998     |
| 2  | Blomstermåla | 2 380     |
| 3  | Timmernabben | 1 357     |
| 4  | Fliseryd     | 716       |
| 5  | Oknö         | 393       |

Centralorten är i fet stil.

## Styre och politik

### Styre
Centerpartiet hade egen majoritet under mandatperioden 2002–2006. Den påföljande mandatperioden fortsatte Centerpartiet styra, denna period i koalition med Moderaterna, Kristdemokraterna och Folkpartiet. Samma koalition fortsatte styra även mandatperioden 2010–2014, mandatperioden 2014–2018 och mandatperioden 2018–2022. Koalitionen behöll makten även efter valet 2022, men denna period i minoritet.

### Kommunfullmäktige

#### Presidium
| Presidium 2022–2026    | Presidium 2022–2026 | Presidium 2022–2026 |
| ---------------------- | ------------------- | ------------------- |
| Ordförande             | C                   | Jens Robertsson     |
| Förste vice ordförande | S                   | Erik Jonsson        |
| Andre vice ordförande  | SD                  | Sören Boman         |

#### Mandatfördelning 1970–2022
Efter valet 1970 till och med valet 1988 var Socialdemokraterna det största partiet i Mönsterås kommun. Från 1991 till och med 2022 var Centerpartiet det största partiet.
| 2 | 16 | 7 | 3 | 2 | 5 |

| 27 | 8 |

| 3 | 23 | 13 | 2 | 2 | 6 |

| 42 | 7 |

| 3 | 23 | 13 | 2 | 2 | 6 |

| 35 | 14 |

| 3 | 23 | 11 | 3 | 2 | 7 |

| 34 | 15 |

| 3 | 24 |  | 10 |  | 2 | 8 |

| 36 | 13 |

| 3 | 21 | 2 | 10 | 3 | 2 | 8 |

| 37 | 12 |

| 3 | 18 | 2 | 17 | 2 | 2 | 5 |

| 36 | 13 |

| 3 | 16 |  | 21 |  | 3 | 4 |

| 33 | 16 |

| 2 | 19 |  | 22 |  |  | 3 |

| 30 | 19 |

| 3 | 16 |  | 23 |  | 2 | 3 |

| 26 | 23 |

| 2 | 16 |  | 25 |  | 2 | 2 |

| 26 | 23 |

| 2 | 17 |  | 23 |  | 2 | 3 |

| 25 | 24 |

| 2 | 18 |  | 2 | 20 |  | 2 | 3 |

| 28 | 21 |

| 2 | 17 |  | 5 | 20 |  |  | 2 |

| 26 |  | 22 |

|  | 15 | 8 | 19 |  | 2 | 3 |

| 25 | 24 |

| 2 | 17 | 9 | 12 |  | 4 | 4 |

| 25 | 24 |

### Nämnder

#### Kommunstyrelse
Kommunstyrelsen i Mönsterås kommun har 13 ledamöter. Mandatperioden 2022–2026 tillhörde fem av dessa Socialdemokraterna, fyra Centerpartiet och två Sverigedemokraterna. Kristdemokraterna och Moderaterna hade en ledamot vardera.
| Presidium 2022-2026    | Presidium 2022-2026 | Presidium 2022-2026 |
| ---------------------- | ------------------- | ------------------- |
| Ordförande             | C                   | Anders Johansson    |
| Förste vice ordförande | S                   | Robert Rapakko      |
| Andre vice ordförande  | M                   | Åsa Ottosson        |

#### Övriga nämnder
Avser mandatperioden 2022–2026:
| Nämnd                        | Ordförande | Ordförande           | Förste vice ordförande | Förste vice ordförande | Andre vice ordförande | Andre vice ordförande |
| ---------------------------- | ---------- | -------------------- | ---------------------- | ---------------------- | --------------------- | --------------------- |
| Barn- och utbildningsnämnden | KD         | Madeleine Rosenqvist | S                      | Lejla Radovic          | C                     | Sara Johansson        |
| Kultur- och fritidsnämnden   | C          | Maria Robertsson     | S                      | Michael Pettersson     |                       |                       |
| Miljö- och byggnadsnämnden   | C          | Ann Petersson        | S                      | Daniel Williamsson     |                       |                       |
| Socialnämnden                | C          | Håkan Sperlin        | S                      | Renée Solstad          | M                     | Christian Nilsson     |
| Valnämnden                   | C          | Jacqueline Doohan    | S                      | Kristina Nyman         |                       |                       |

## Ekonomi och infrastruktur

### Näringsliv
Centralorten samt Blomstermåla var i början av 2020-talet två orter där majoriteten av kommunens arbetstillfällen fanns. Det lokala näringslivet dominerades av tillverkningsindustri och servicenäringar varav Södra Cell Mönsterås Bruk, tillverkare av sulfatmassa och bränslepellets, var det största företaget. Bland andra större företag återfanns BE-GE Stece AB som tillverkar fjädrar för industriellt bruk och AB Mönsterås Metall som sysslar med gjutgodstillverkning.

### Infrastruktur

#### Transporter
- Vägförbindelse: E22 och Riksväg 34 går genom Mönsterås kommun.
- Tågförbindelse: Krösatågen har en av sina stationer i Blomstermåla
- Bussförbindelse: Busstation i Mönsterås varifrån både regionala bussar och långfärdsbussar utgår(bl.a. två dagliga turer till Stockholm).
- Flygförbindelse: Närmsta flygplats är Kalmar Airport cirka 4–5 mil från Mönsterås kommun.

#### Utbildning
Inom kommunen finns ett gymnasium,  Mönsteråsgymnasiet som 2023 erbjöd åtta nationella gymnasieprogram och fyra introduktionsprogram.
År 2022 hade 17 procent av kommunens invånare i åldersgruppen 25-64 år minst 3 års eftergymnasial utbildning. Detta kan jämföras med genomsnittet för riket där motsvarande siffra var 30,3 procent.

## Befolkning

### Demografi

#### Befolkningsutveckling
Kommunen har 13 059 invånare (31 mars 2025), vilket placerar den på 175:e plats avseende folkmängd bland Sveriges kommuner.
| Befolkningsutvecklingen i Mönsterås kommun 1970–2020 | Befolkningsutvecklingen i Mönsterås kommun 1970–2020 | Befolkningsutvecklingen i Mönsterås kommun 1970–2020 | Befolkningsutvecklingen i Mönsterås kommun 1970–2020 | Befolkningsutvecklingen i Mönsterås kommun 1970–2020 |
| ---------------------------------------------------- | ---------------------------------------------------- | ---------------------------------------------------- | ---------------------------------------------------- | ---------------------------------------------------- |
|                                                      |                                                      |                                                      |                                                      |                                                      |
| År                                                   |                                                      |                                                      | Folkmängd                                            |                                                      |
| 1970                                                 | 1970                                                 |                                                      | 13 398                                               |                                                      |
| 1975                                                 | 1975                                                 |                                                      | 13 036                                               |                                                      |
| 1980                                                 | 1980                                                 |                                                      | 13 135                                               |                                                      |
| 1985                                                 | 1985                                                 |                                                      | 12 999                                               |                                                      |
| 1990                                                 | 1990                                                 |                                                      | 13 182                                               |                                                      |
| 1995                                                 | 1995                                                 |                                                      | 13 449                                               |                                                      |
| 2000                                                 | 2000                                                 |                                                      | 13 227                                               |                                                      |
| 2005                                                 | 2005                                                 |                                                      | 13 103                                               |                                                      |
| 2010                                                 | 2010                                                 |                                                      | 12 909                                               |                                                      |
| 2015                                                 | 2015                                                 |                                                      | 13 144                                               |                                                      |
| 2020                                                 | 2020                                                 |                                                      | 13 264                                               |                                                      |

## Kultur

### Kulturarv
I kommunen finns Kronobäcks klosterruin, som Länsstyrelsen i Kalmar län skriver är "den enda platsen i Sverige där man kan se tydliga spår efter johanniternas verksamhet". Ordern bedrev från slutet av 1400-talet ett kloster där med tillhörande hospital för gamla och sjuka. Numer är endast ruiner kvar av den ursprungliga verksamheten.

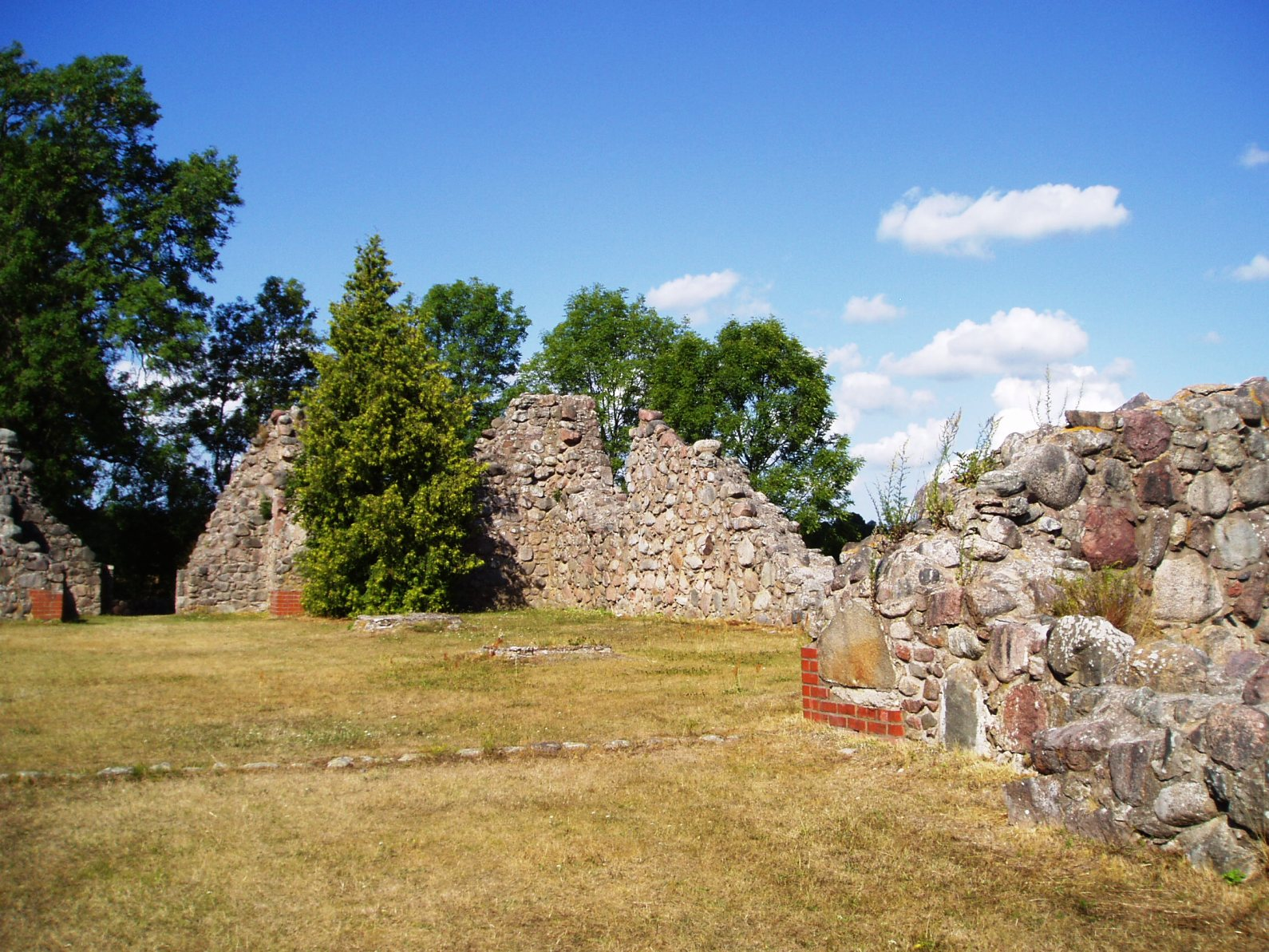
Kronobäcks klosterruin 2006.

År 2023 fanns fem byggnadsminnen i Mönsterås kommun. Dessa var:
- Hullgrenska och Harbergska gårdarna
- Nyebogården
- Skytteanska skolan
- Råsnäs herrgård
- Modeerska handelsgården

### Kommunsymboler

#### Kommunvapen
Blasonering: Sköld, genom ett sänkt mantelsnitt, utformat som fjällskura, delad av rött och av silver samt med ett johanniterkors av silver i det röda fältet.
Vapnet utformades av Svenska Kommunalheraldiska Institutet och fastställdes för Mönsterås landskommun 1955. Vapnet övertogs av Mönsterås kommun vid bildandet, då övriga landskommuner saknade vapen.
På vapnet symboliserar mantelsnittet den ås på vilket Mönsterås kyrka och marknadsplatsen varit belägen sedan medeltiden. Korset symboliserar Johanniterklostret i Kronobäck från 1480-talet.

#### Logotyp
Mönsterås kommun har och sedan 1998 en kommunlogotyp som består av tre delar: ett fartyg, kommunvapnet och en banderoll.